# СБКС
СБКС — это аббревиатура от названия сухая белковая композитная смесь. Это специализированный пищевой продукт с содержанием белка от 40 % до 75 %, состоящие из белков молока (казеина и/или белков сыворотки молока), или изолята соевого белка, или смеси белков молока (казеина и/или белков сыворотки молока) и изолята соевого белка и представляющие собой порошкообразные смеси, состоящие из единичных и/или агломерированных частиц.
Согласно законодательству производится по ГОСТ 33933—2016 «Продукты диетического лечебного и диетического профилактического питания СМЕСИ БЕЛКОВЫЕ КОМПОЗИТНЫЕ СУХИЕ Общие технические условия».

### Классификация
СБКС в зависимости от применяемого сырья подразделяют на произведенные на основе:
- белков молока (казеина и/или белков сыворотки молока);
- изолированных соевых белков;
- смеси белков молока (казеина и/или белков сыворотки молока) и изолированных соевых белков.

СБКС в зависимости от вносимых пищевых ингредиентов подразделяют на произведенные с добавлением одного или нескольких следующих пищевых ингредиентов:
- полиненасыщенных жирных кислот;
- среднецепочечных жирных кислот;
- лецитина (Е322);
- мальтодекстрина;
- пищевых волокон;
- витаминов;
- минеральных веществ;
- аминокислот;
- пробиотиков;
- пребиотиков;
- ароматизаторов.

### Характеристики
Конкретная СБКС с установленным химическим составом (пищевой ценностью) и энергетической ценностью должна иметь доказанные лечебные и (или) профилактические свойства, подтвержденные результатами исследований ее клинической эффективности, позволяющие использовать ее в качестве компонента для приготовления готовых блюд диетического лечебного и диетического профилактического питания в соответствии с требованиями к организации диетического лечебного и диетического профилактического питания по нормативным правовым документам, действующим на территории государства, принявшего стандарт.

### Внешний вид
Порошкообразные продукты, состоящие из единичных и/или агломерированных частиц. Допускается наличие незначительного количества комочков, рассыпающихся при легком механическом воздействии.

#### Цвет
От светлого до кремового.

#### Вкус и запах
Свойственный основным ингредиентам данной СБКС, без посторонних привкусов и запахов.

### Химический состав и энергетическая ценность
Пищевая и энергетическая ценность в 100 г
| Наименование показателя        | Значение показателя      |
| ------------------------------ | ------------------------ |
| Энергетическая ценность, ккал  | От 409,0 до 484,0 включ. |
| Белок, г                       | От 40,0 до 75,0 включ.   |
| Жир, г                         | От 5,0 до 20,0 включ.    |
| Углеводы, г                    | От 20,0 до 50,0 включ.   |
| в том числе пищевые волокна, г | От 2,0 до 6,0 включ.     |

#### Допускаемые отклонения по составу СБКС
- Белки, жиры, углеводы, пищевые волокна, жирные кислоты — ±5
- Магний, кальций, фосфор, железо, цинк, витамины С, В2, В6, пантотеновая кислота, ниацин, биотин — ±8
- Витамины А, В12, D, Е, К, фолиевая кислота, йод, медь, марганец, хром, молибден — ±10

### Срок годности
Срок годности и условия хранения устанавливает изготовитель в технологической инструкции согласно нормативным документам, действующим на территории государства, принявшего стандарт.

### Применение
Для использования пищеблоками медицинских организаций и учреждениями социального обслуживания граждан пожилого возраста и инвалидов, санаториями, другими предприятиями общественного питания в качестве компонента приготовления блюд для диетического лечебного и диетического профилактического питания детей с 3-х лет и взрослых, работников, занятых на работах с вредными и особо вредными условиями труда; для реализации населению.